# Монинна
Монинна (ок. 432 — ок. 518) — настоятельница Киллевийская. День памяти — 6 июля.
Св. Монинна (Moninne), иначе Дарерка (Darerca), родилась в семье короля Махты (Machta), чьи владения простирались от Лаута до Армаха, и Комви (Comwi), или Коман (Coman), дочери одного из северных королей. Св. Монинна была настоятельницей монастыря в Киллеви (Killeavy), Ирландия. Считается, что она получила постриг от св. Патрика. Согласно иному преданию, св. Монинна была отшельницей на горе Слив Гуллион (Sliabh Gullion), где и отошла ко Господу.